# 허윤석
허윤석(許允碩, 1915년 ~ 1995년)은 대한민국의 소설가이다.
경기도 김포 출생이다. 1935년 <사라지는 무지개와 오뉘>를 발표하여 문단에 등단하였다. 주요 작품으로 <실락원>, <옛 마을>, <해녀>, <조사(釣師)와 기러기>, <초인> 등 발표했다. 그는 시대적 사건이나 상황을 서정적인 문체로 형상화하는 작품을 많이 창작했다.